# Санчес Котан, Хуан
Хуа́н Са́нчес Кота́н (исп. Juan Sánchez Cotán; 25 июня 1560, Оргас, близ Толедо — 8 сентября 1627, Гранада) — испанский художник, один из основоположников реалистического стиля в Испании, мастер натюрморта.

## Жизнь и творчество
В течение более чем 20 лет был деятелен как художник в Толедо — в конце XVI — самом начале XVII столетия. Здесь он писал портреты представителей местной аристократии, картины религиозного содержания и натюрморты (например, Айва, капуста, дыня и огурец (1602)). Наиболее интересны его натюрморты этой эпохи, где ясно чувствуется постепенный отход художника от маньеризма. Образцом в этом жанре живописи для Х. Санчеса Котана были натюрморты, созданные мастерами из Италии и Нидерландов. Работы Котана пользовались большой популярностью среди образованной части высшего толедского общества. По своему стилю картины этого художника относятся к школе Эскориала, в них ощутимо влияние венецианской школы живописи, и они представляют своеобразный художественный переход от маньеризма к искусству барокко.
10 августа 1603 художник закрыл свою толедскую мастерскую и поступил послушником в картезианский монастырь Санта-Мария дель Пилар. Здесь он создавал произведения религиозной живописи, полные глубокого мистицизма. В 1612 был послан в Гранаду, где принял монашеский постриг. Все последующие годы жизни провёл в картезианском монастыре Гранады как один из братьев ордена. Причины ухода Х. Санчеса Котана из мирской жизни неясны, с другой стороны — в этом его поступке не было ничего необычного для Испании того времени.
Одной из наиболее значительных работ в годы его монашества является цикл из восьми больших картин историко-религиозного содержания, посвящённых основанию ордена святым Бруно и преследованиям католического духовенства в Англии во время Реформации. Эти полотна он написал для картезианского монастыря Гранады. Его религиозная живопись в целом не представляет новых открытий в искусстве. В то же время натюрморты Котана делают его одним из крупнейших мастеров Европы своего времени в этом жанре. Предпочитал изображать на своих натюрмортах в значительном количестве различные овощи и фрукты.
Несмотря на то, что Котан удалился от мира, его творчество оказало влияние на таких позднейших величин испанской живописи, как Франциско де Сурбаран, Фелипе Рамирес, братья Кардуччи и др.

## Избранные работы
- «Бригида дель Рио, бородатая женщина из Пеньяранды», 1590, Прадо, Мадрид
- «Возложение ризы на св. Ильдефонса», ок. 1600, Прадо, Мадрид
- «Натюрморт с дичью, овощами и фруктами», 1602. Прадо, Мадрид

## Галерея

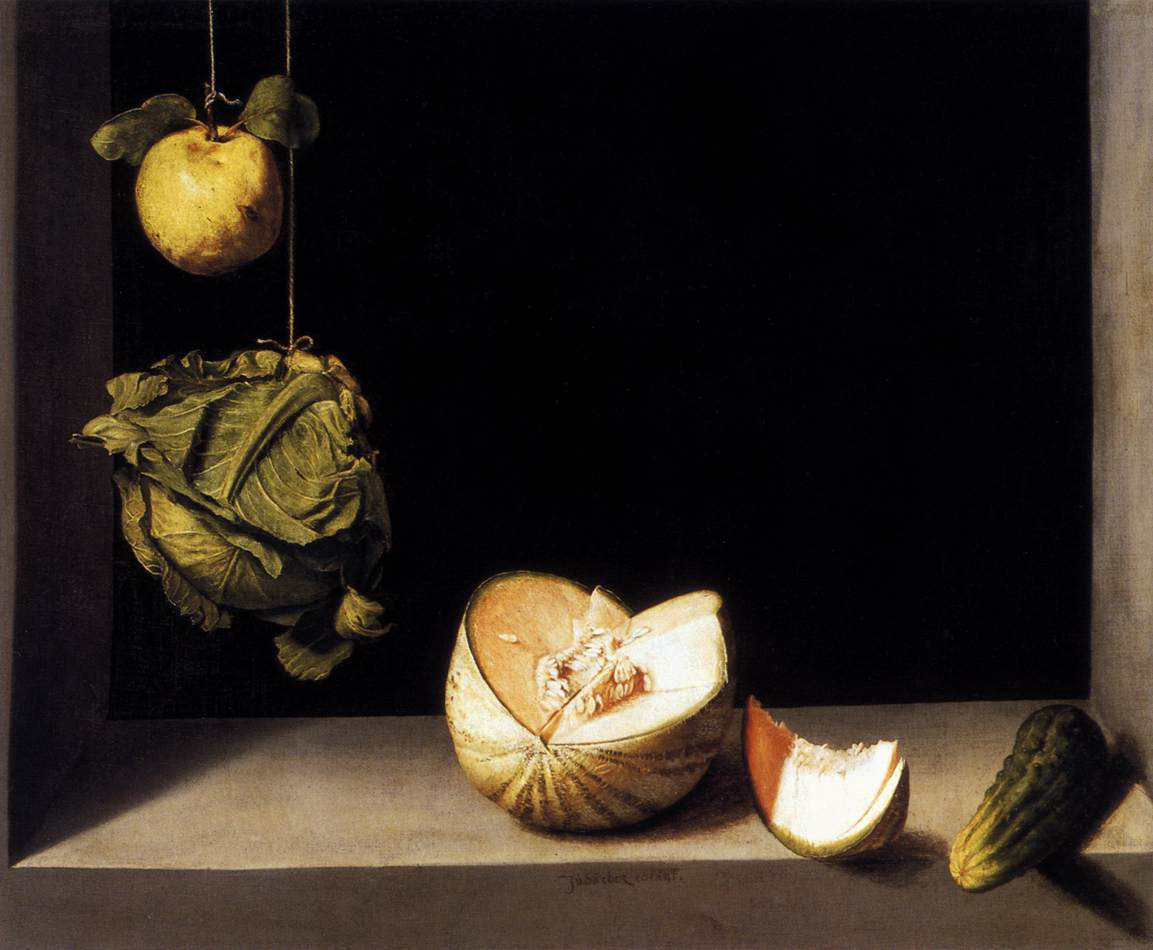
Айва, капуста, дыня и огурец (1602)
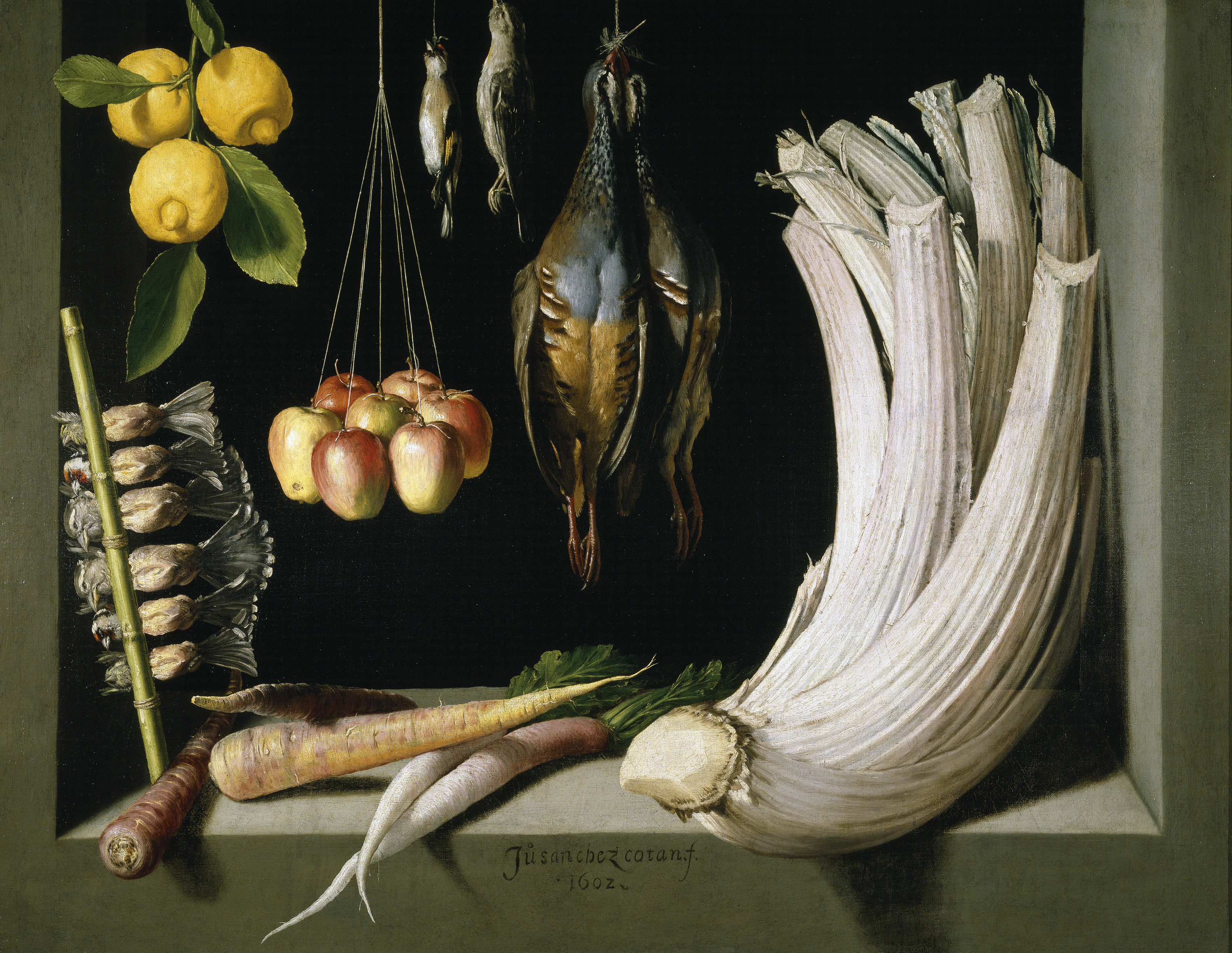
Натюрморт с дичью, овощами и фруктами (1602)
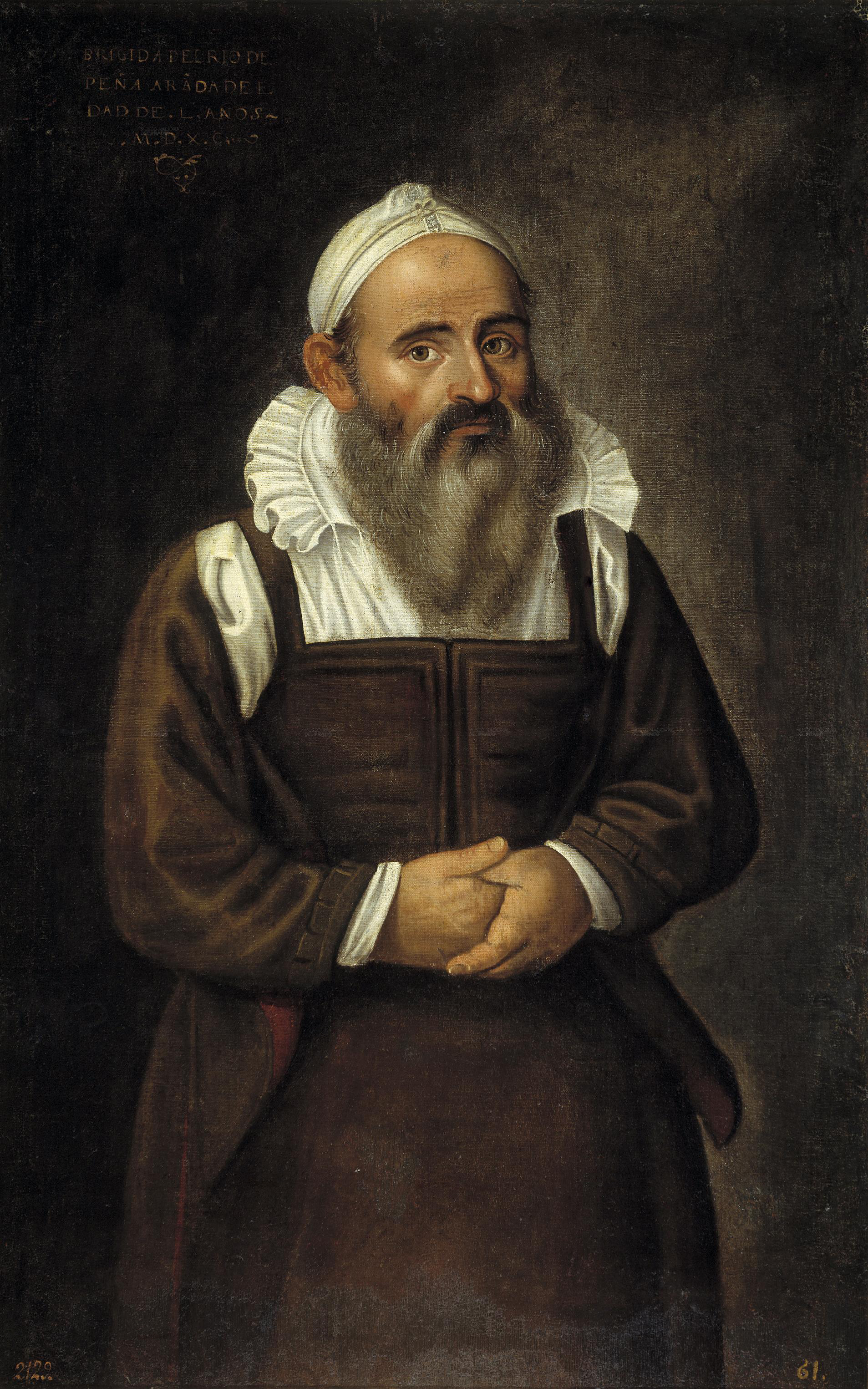
Бригида дель Рио, бородатая женщина из Пеньяранды (1590)
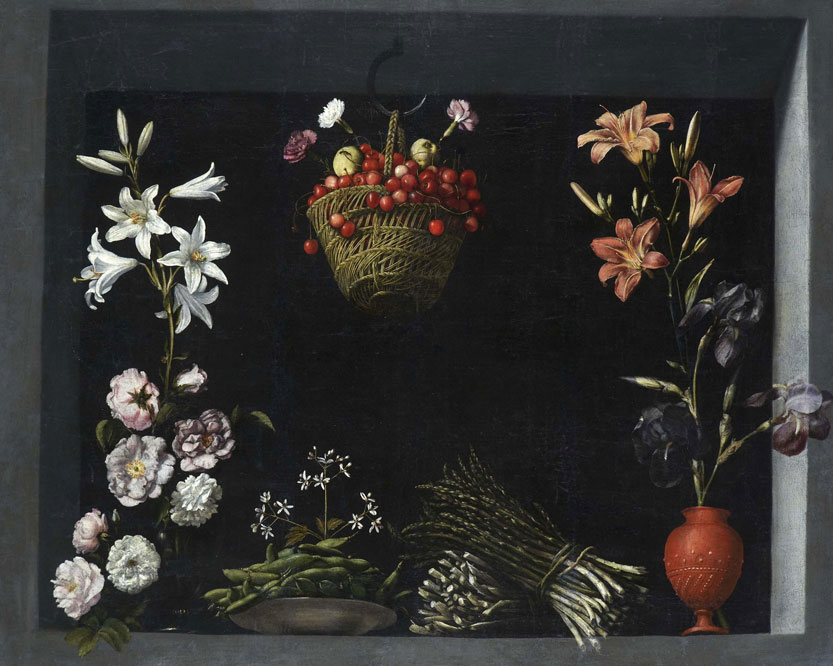
Натюрморт с цветами, овощами и корзинкой вишен (около 1600)
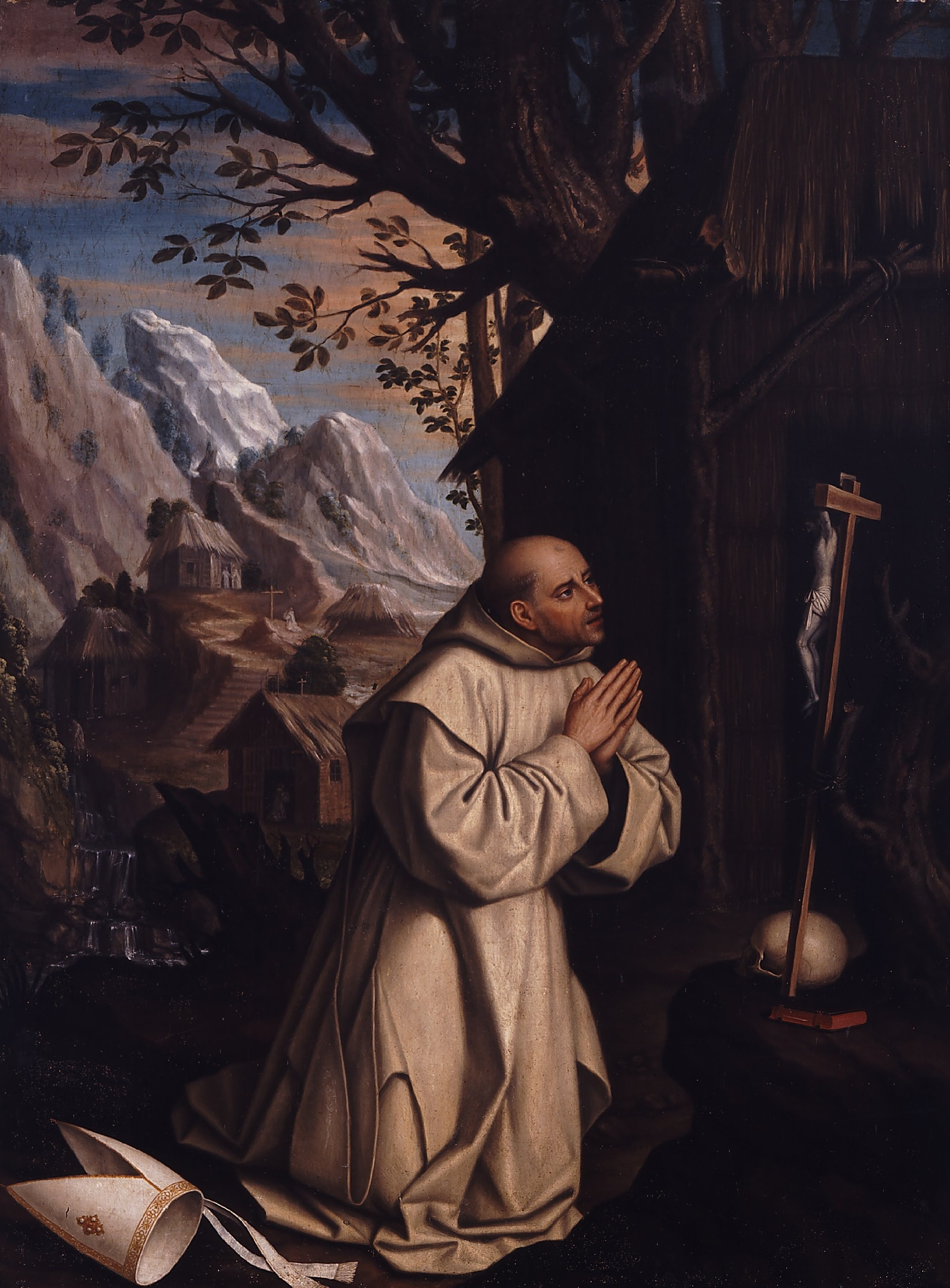
Св. Бруно, основатель Картезианского ордена
Мадонна с проснувшимся младенцем
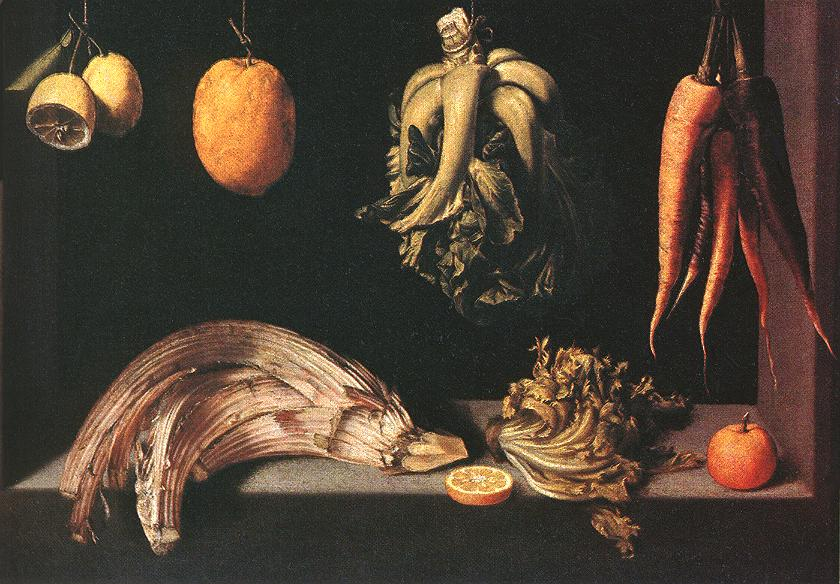
Натюрморт с фруктами и овощами (около 1600)
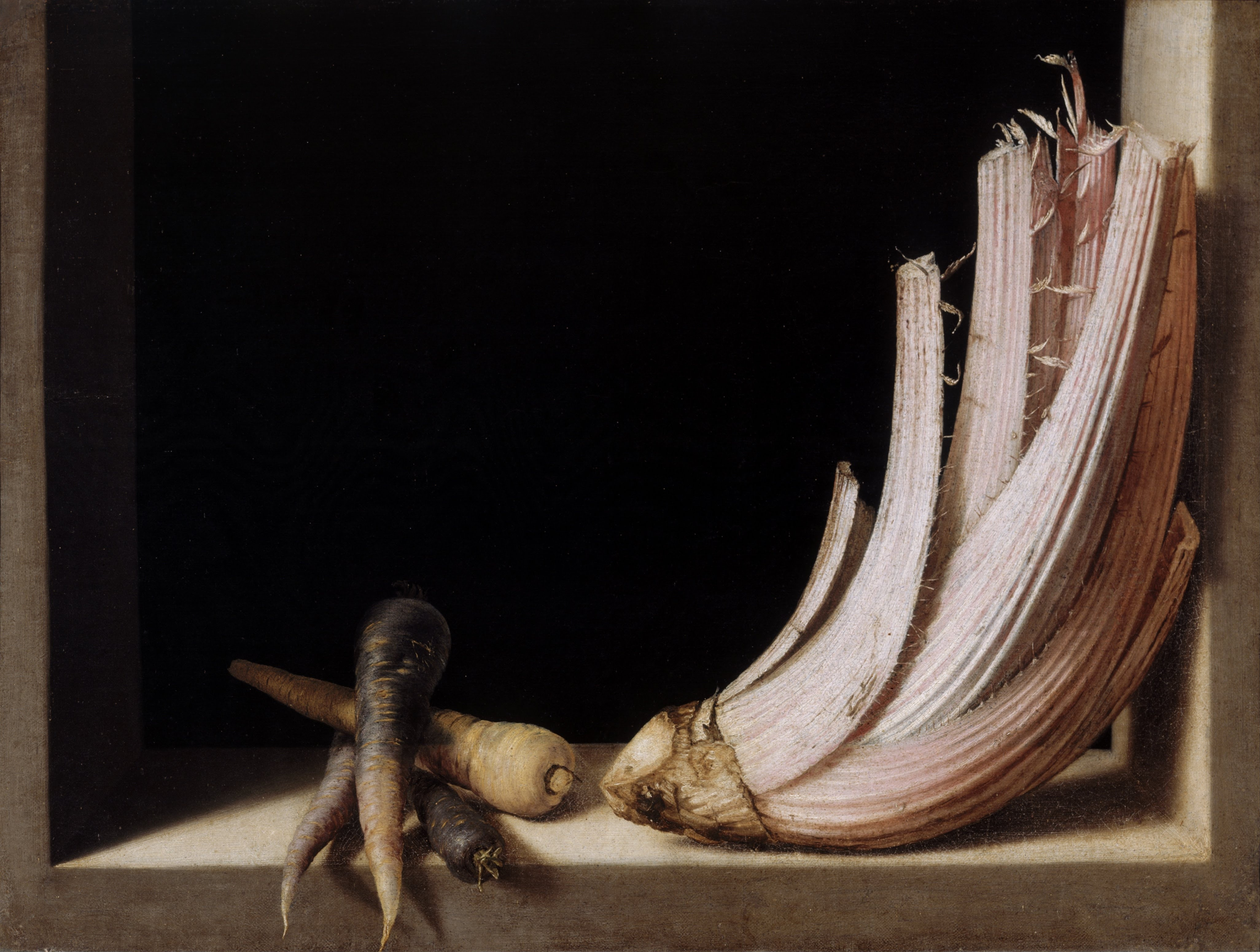
Натюрморт с морковью и кардоном